# Morphosphaera japonica

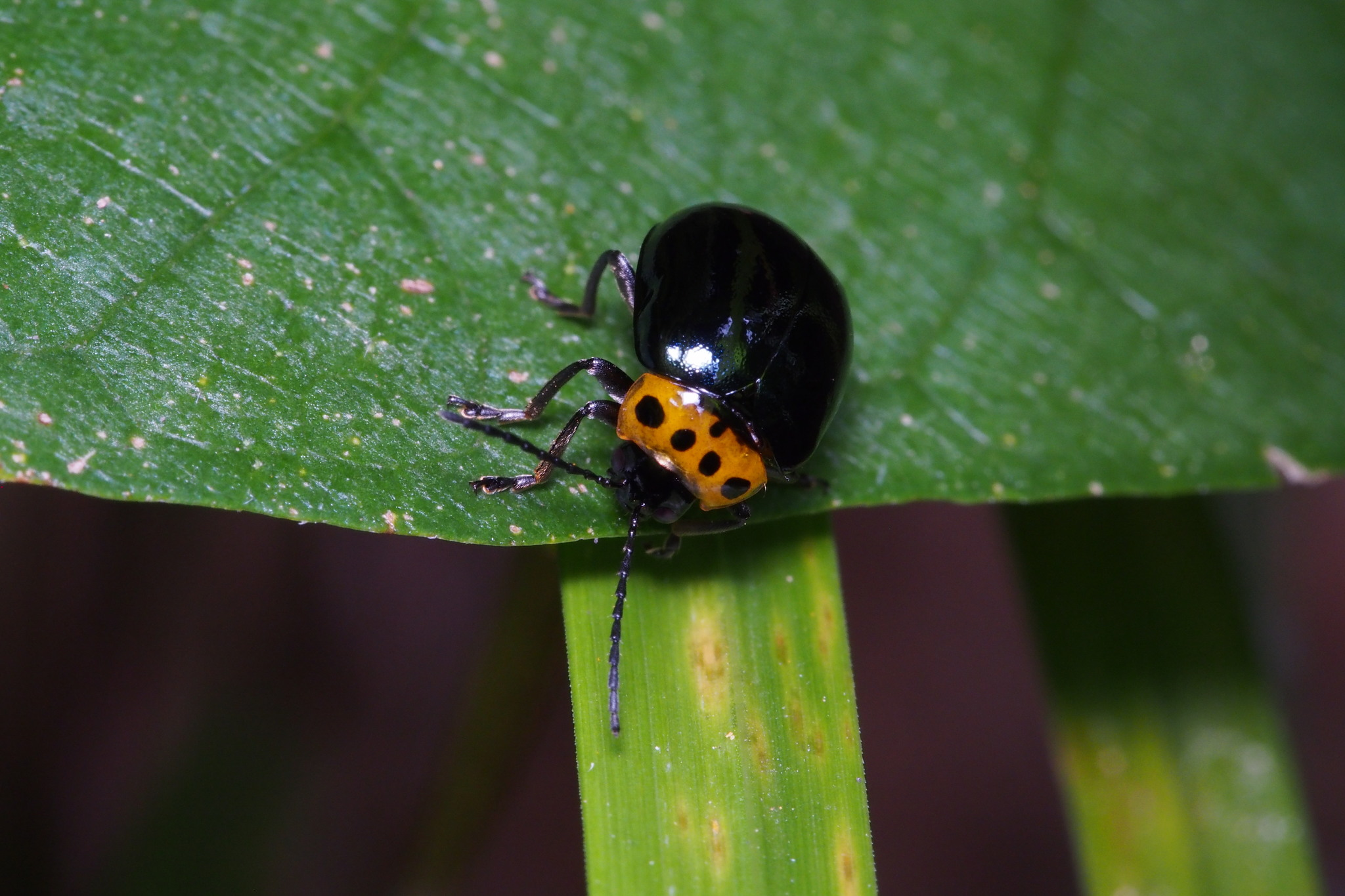
Ejemplar de Morphosphaera japonica fotografiado en la prefectura de Hyogo, en Japón.

Morphosphaera japonica es una especie de insecto coleóptero de la familia Chrysomelidae.
Fue descrita científicamente en 1788 por Hornstedt.